# 紅頭咬人狗
紅頭咬人狗（学名：Dendrocnide kotoensis），達悟語：Ahateng，为蕁麻科火麻樹屬下的一个种。

## 扩展阅读
- 維基物種上的相關：紅頭咬人狗